# 369 Aëria
369 Aëria è un asteroide della fascia principale del diametro medio di circa 60 km. Scoperto nel 1893, presenta un'orbita caratterizzata da un semiasse maggiore pari a 2,6493998 UA e da un'eccentricità di 0,0977919, inclinata di 12,70811° rispetto all'eclittica.
Il suo nome è probabilmente dedicato all'aria, uno dei quattro elementi della tradizione ellenica.